# Бук східний (Львів)
Бук схі́дний — ботанічна пам'ятка природи місцевого значення в Україні. Зростає в межах міста Львова, на площі Св. Юра (у північно-східній частині скверу). 
Статус надано 20 березня 2018 року з метою збереження вікового бука (бук східний, Fagus orientalis). 